# Marijke Koger
Marianne Marijke (Marijke) Koger (Amsterdam, 6 november 1943) is een Nederlands ontwerpster en beeldend kunstenaar die in de Verenigde Staten woont en werkt. 

## Leven en werk
Koger volgde begin jaren zestig de cursus modetekenen aan de meisjes-industrieschool in Amsterdam. Samen met Josje Leeger ontwierp ze daarna in 1965 futuristische mode (Flashing Fashion), met gebruik van plastic kleding, en was ze actief betrokken by "happenings" en bodypaintings, samen met Simon Posthuma (de latere vader van Douwe Bob), Johnny the Selfkicker en Jasper Grootveld.

## The Fool

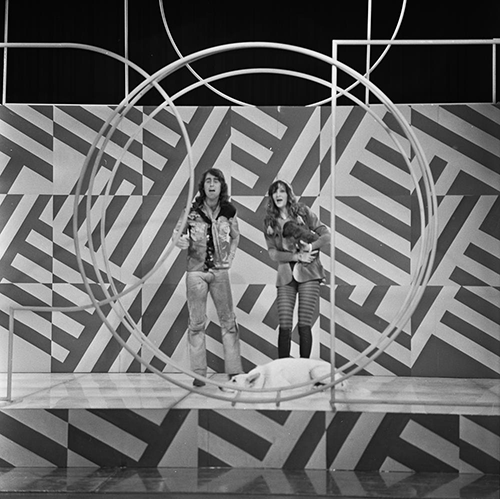
Seemon & Marijke in TopPop (1972)

Koger verhuisde in 1966 met Simon Posthuma en Josje Leeger naar Montagu Square in Londen, waar ze kleding maakte voor onder meer Pattie Boyd, The Beatles en de leden van Procol Harum. Ook ontwierp ze posters en programma’s voor het Saville Theatre dat Brian Epstein toen exploiteerde. Samen met Josje Leeger en Barry Finch richtten Posthuma en Koger in 1967 het kunstenaarscollectief The Fool op, genaamd naar de tarotkaart. Koger maakte met Posthuma een hoesontwerp voor Sgt. Pepper's Lonely Hearts Club Band, dat uiteindelijk echter werd afgekeurd en vervangen door de beroemd geworden collagefoto. Op de eerste uitgave van de plaat is het ontwerp van Posthuma en Koger voor de binnenhoes wel gebruikt. Hierna beschilderden ze de gevel van de Apple Store in Baker Street.

## Hoesontwerpen en beschilderde instrumenten

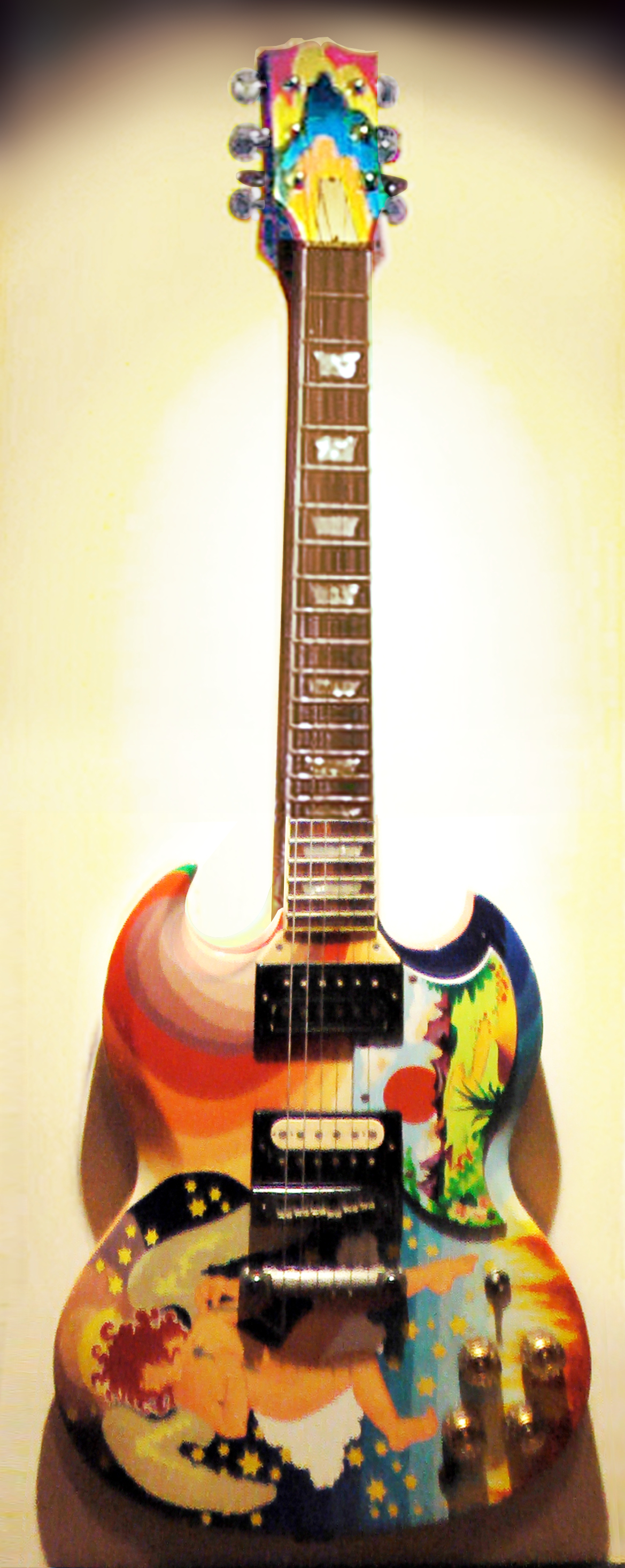
The Fool, de Gibson SG van Eric Clapton, beschilderd door Marijke Koger (replica)

Koger ontwierp diverse platenhoezen, onder meer voor Picknick van Boudewijn de Groot, voor de elpee Poëzie in Carré, The 5000 Spirits or the Layers of the Onion van The Incredible String Band, Evolution van The Hollies en de eerste elpee van The Move. Samen met Posthuma beschilderde Koger in 1967 de instrumenten van Cream, Claptons fameuze Gibson SG (The Fool), de drumkit van Ginger Baker en de Fender Bass VI van Jack Bruce.

## Seemon & Marijke
Eind jaren zestig vertrokken Posthuma en Koger naar New York waar ze onder andere een album opnamen met Graham Nash als producer. Later namen Posthuma en Koger samen onder de naam Seemon & Marijke nog een lp op. De single I saw you, die werd geproduceerd door Booker T. Jones, bereikte in 1972 de tweede plaats van de Nederlandse Top 40.
Koger en Posthuma trouwden in juli 1969 in The Temple of Tarot in Los Angeles. In die stad woonden ze vijftien jaar. Ze scheidden in 1973.

## Schilderijen
Ook in de 21e eeuw maakt Koger schilderijen in hippiestijl. Ze woont en werkt in Los Angeles, en is als artiest bekend als Marijke Koger-Dunham.

## Discografie
- The Fool (Mercury Records, 1968)
- Son of America (A&M Records, 1971 (met de hit I saw you))
- Mediterranean Blues

## Verwante publicaties
- Joost Goosen: A fool such as I - de lotgevallen van Simon Posthuma. Amsterdam,  Nieuw Amsterdam, 2008. ISBN 90468-04-33-X